# فرانشيسكو فوسكاري
فرانشيسكو فوسكاري (باللاتينية: Franciscus Foscari) (و. 1373 – 1457 م) هو دبلوماسي من جمهورية البندقية . ولد في البندقية .
توفي في البندقية، عن عمر يناهز 84 عاماً.

## مناصب
تولى منصب Doge of Venice (15 أبريل 1423–22 أكتوبر 1457) .